# Хомич Валерій Феодосійович
Хомич Валерій Феодосійович — кандидат педагогічних наук, доцент, перший проректор Університету Григорія Сковороди в Переяславі.

## Біографія
Народився 7 травня 1958 р. у селі Здомишель Ратнівського району Волинської області в родині колгоспників, Феодосія Антоновича та Ганни Григорівни.

### Навчання
Після закінчення Здомишельської восьмирічної школи (1965—1973 рр. навчання, закінчив з похвальною грамотою), навчався у Володимир-Волинському педагогічному училищі імені А. Ю. Кримського за спеціальністю «початкове навчання», яке закінчив у 1978 р. з відзнакою.
У 1978 р. вступив до Київського державного педагогічного інституту ім. О. М. Горького на фізико-математичний факультет за спеціальністю «Фізика і астрономія». В період студентських років брав активну участь у студентських будівельних загонах у Тюмені, Болгарії, командував зональним студентським будівельним загоном у Києві. Навчання в університеті закінчив у 1983 р., отримавши диплом з відзнакою.

### Робота
Педагогічну діяльність розпочав у серпні 1983 р. учителем фізики та астрономії Циблівської загальноосвітньої середньої школи Переяслав-Хмельницького району Київської області. З початком трудової діяльності розпочав роботу над дисертаційним дослідженням на тему "Проблеми творчої особистості вчителя (на матеріалі вітчизняної педагогічної спадщини 1917—1930 рр.).
З вересня 1984 р. по листопад 1991 р. перебував на партійній роботі: лектор, інструктор, завідувач відділу Переяслав-Хмельницького міськкому.
З грудня 1991 р. працює у Переяслав-Хмельницькому державному педагогічному університеті імені Григорія Сковороди (нині Університет Григорія Сковороди в Переяславі) на посаді викладача.
З 1992—1997 рр. заступник декана педагогічного факультету.
З 1998—2000 рр. заступник декана факультету підготовки вчителів трудового навчання і біології.
У 2000 р. у Національному педагогічному університеті імені М. П. Драгоманова під керівництвом кандидата педагогічних наук, професора Мазохи Дмитра Степановича захистив дисертацію на здобуття наукового ступеня кандидата педагогічних наук. У 2002 р. рішенням Атестаційної колегії України присвоєно вчене звання доцента.
З 2000 по 2004 р. — завідувач відділу комп'ютерної техніки та інформаційних технологій.
З 2003 по 2004 р. — завідувач кафедри обчислювальної техніки та інформаційних технологій.
З 2004 р. до сьогодні — перший проректор університету і доцент кафедри математики, інформатики і методики навчання.
Суспільно-громадська діяльність: обирався депутатом XXI скликання Переяслав-Хмельницької районної ради народних депутатів (1990—1995 рр.).

## Науковий доробок
До кола наукових інтересів належать проблеми дослідження особистості сучасного вчителя, напрямів впровадження інформаційних технологій в освітній процес, дидактичних засад комп'ютерно-орієнтованого навчального середовища.
Валерій Хомич є автором понад 80 публікацій, зокрема, у співавторстві видано 4 монографії та 7 навчальних посібників.

## Нагороди та відзнаки
Державні нагороди:
- 1977 р. — Медаль «За трудову відзнаку»;
- 1981 р. — Орден Трудового Червоного Прапора;

Урядові нагороди та відзнаки:
- 1982 р. — Почесна Грамота Міністерства вищої і середньої спеціальної освіти СРСР;
- 2001 р. — Знак «Відмінник освіти України»;
- 2003, 2006 рр. — Почесна грамота Міністерства освіти і науки України;
- 2007 р. — Нагрудний знак "Василь Сухомлинський;

Нагороди закладів вищої освіти України:
- 2015 р. — Медаль Національного педагогічного університету імені М. П. Драгоманова;
- 2018 р. — Медаль Національного педагогічного університету імені М. П. Драгоманова «Драгоманівська родина»;
- 2018 р. — Відзнака «Орден Григорія Сковороди»;
- 2018 р. — Нагрудний знак «Почесний професор ДВНЗ „Переяслав-Хмельницький державний педагогічний університет імені Григорія Сковороди“»;

Відзнаки Національної академії наук України, Національної академії педагогічних наук України:
- 2007 р. — Грамота Академії педагогічних наук України;

Подяки за участь в конференціях та Міжнародних виставках:
- 2009 р. — Почесний диплом ХІІ Міжнародної виставки навчальних закладів «Сучасна освіта в Україні-2009»;
- 2010 р. — Почесний диплом ХІІІ Міжнародної виставки навчальних закладів «Сучасна освіта в Україні-2010»;
- 2011 р. — Почесний диплом Міжнародної виставки «Сучасні навчальні заклади-2011»;

Відзнаки виконавчих органів місцевого самоврядування:
- 2018 р. — Почесна грамота Департаменту освіти і науки Київської обласної державної адміністрації;

Нагороди громадських та неурядових організацій:
- 1980 р. — Почесна Грамота ЦК ВЛКСМ;
- 2018 р. — Почесна грамота Київської обласної організації профспілки працівників освіти і науки України;
- 2018 р. — Подяка Наукового товариства студентів, аспірантів, докторантів і молодих вчених ДВНЗ «Переяслав-Хмельницький державний педагогічний університет імені Григорія Сковороди»;
- 2018 р. — Подяка Студентської Ради ДВНЗ «Переяслав-Хмельницький державний педагогічний університет імені Григорія Сковороди».